# Jan Jacob de Graaf

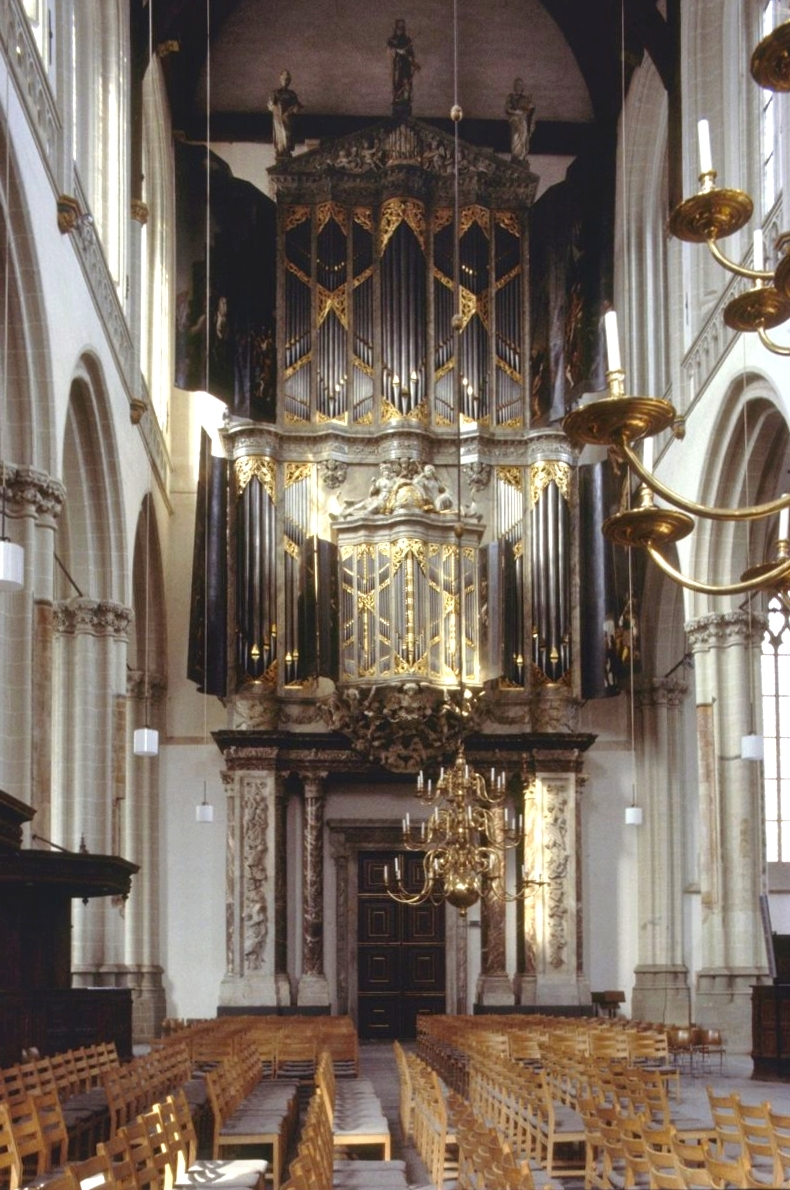
L'organo della Nieuwe Kerk di Amsterdam.

Jan Jacob de Graaf, in alcuni testi antichi noto anche come Johann Jacob Grave (Bordeaux, 1672 – Amsterdam, 16 aprile 1738), è stato un organista olandese.

## Biografia
Nato nel 1672, poco si sa della sua giovinezza. Dal 31 luglio 1702 fu organista della Nieuwe Kerk di Amsterdam. Lì, de Graaf era solito eseguire all'organo adattamenti di composizioni orchestrali di autori italiani, all'epoca molto di moda, come Tomaso Albinoni, Arcangelo Corelli, Giorgio Gentili, Luigi Mancia, Giuseppe Torelli, Alessandro e Benedetto Marcello e Antonio Vivaldi. Con le sue trascrizioni, de Graaf contribuì a far conoscere nell'Europa del nord il classico schema del concerto grosso all'italiana, caratterizzato dall'alternanza fra il tutti (o ripieno) dell'orchestra e il concertino degli strumenti solisti, suscitando grandi apprezzamenti.
Johann Mattheson, in un trattato del 1717, parlando dei diversi stili musicali e riferendosi a un suo soggiorno ad Amsterdam intorno al 1712, scrisse: «Che queste composizioni orchestrali possano anche essere suonate come curiosità su uno strumento solista, ad esempio l'organo o il clavicembalo, lo dimostra da qualche anno, fra gli altri, Monsieur de Graue, l'organista famoso, ma cieco, della Nieuwe Kerk di Amsterdam. Questi conosceva a memoria tutte le novità italiane in fatto di concerti, sonate, eccetera, a tre o quattro parti, e, con straordinaria precisione, ne eseguì in mia presenza su un organo meraviglioso».
Fra il 1711 e il 1713 de Graaf venne sentito suonare anche dal giovane principe Giovanni Ernesto di Sassonia-Weimar, il quale, trovandosi a studiare presso l'Università di Utrecht, si recava spesso ad Amsterdam per ascoltare concerti e per acquistare nuove partiture. Il principe rimase così impressionato dallo stile di de Graaf che, dopo essere tornato alla nativa corte di Weimar nel 1713, sollecitò Johann Sebastian Bach e Johann Gottfried Walther, che si trovavano lì a servizio, di trascrivere per strumento solista le numerose partiture orchestrali che aveva portato con sé, nella speranza di poter ricreare a corte le stesse atmosfere "italiane" che aveva ascoltato ad Amsterdam. Bach e Walther, quindi, realizzarono una serie di trascrizioni basandosi sugli spartiti del giovane principe.
Jan Jacob de Graaf, nel 1725, fu tra gli organisti che esaminarono il nuovo organo della chiesa di San Lorenzo ad Alkmaar, costruito da Arp Schnitger. Morì ad Amsterdam nel 1738.